# Pimentelia (animal)
Pimentelia es un género de insecto coleóptero de la familia Chrysomelidae.

## Especies
Las especies de este género son:
- Pimentelia hertigi Laboissiere, 1931
- Pimentelia kuanduensis Labossiere, 1939
- Pimentelia ochracea Laboissiere, 1939
- Pimentelia ochracea Laboissiere, 1939